# Campoplex rufipes
Campoplex rufipes är en stekelart som beskrevs av Johann Ludwig Christian Gravenhorst 1829. I den svenska databasen Dyntaxa används istället namnet Campoplex angulatus. Campoplex rufipes ingår i släktet Campoplex och familjen brokparasitsteklar. Arten är reproducerande i Sverige. Inga underarter finns listade.